# Bas Paauwe (junior)
Bas Paauwe (Rotterdam, 23 februari 1936 – Zwolle, 9 september 2015) was een Nederlands voetballer en voetbaltrainer. 

## Loopbaan
Paauwe kwam als voetballer uit voor WVC en HVC terwijl zijn vader, Bas Paauwe (senior), daar trainer was. Ook speelde hij voor Be Quick en PEC. Later was hij werkzaam als trainer in het amateurvoetbal.
Nadat Fritz Korbach eind 1981 bekendmaakte te zullen vertrekken bij PEC Zwolle, stelde de club Paauwe aan als diens vervanger. In verband met de slechte financiële situatie van de club, werd Paauwe slechts parttime aangesteld. Hij combineerde het hoofdtrainerschap van de club met een functie als gemeenteambtenaar. In het seizoen 1982/1983 stond Paauwe vier wedstrijden aan het roer bij PEC Zwolle '82. Deze wedstrijden gingen allemaal verloren. Hij besloot zijn contract in te leveren, omdat het hoofdtrainerschap en zijn maatschappelijke functie bij de gemeente Zwolle niet goed te combineren waren.
Paauwe overleed in 2015 in zijn woonplaats Zwolle.

## Carrièrestatistieken
| Seizoen         | Club            | Land            | Competitie       | Competitie | Competitie | Beker | Beker | Internationaal | Internationaal | Overig | Overig | Totaal | Totaal |
| Seizoen         | Club            | Land            | Competitie       | Wed.       | Dlp.       | Wed.  | Dlp.  | Wed.           | Dlp.           | Wed.   | Dlp.   | Wed.   | Dlp.   |
| --------------- | --------------- | --------------- | ---------------- | ---------- | ---------- | ----- | ----- | -------------- | -------------- | ------ | ------ | ------ | ------ |
| 1955/56         | HVC             | Nederland       | Hoofdklasse A    | –          | 1          | –     | –     | 0              | 0              | 0      | 0      | –      | 1      |
| 1956/57         | HVC             | Nederland       | Eerste divisie A | –          | 0          | –     | –     | 0              | 0              | 0      | 0      | –      | 0      |
| 1957/58         | Be Quick        | Nederland       | Tweede divisie B | –          | 1          | –     | 0     | 0              | 0              | 0      | 0      | –      | 1      |
| 1958/59         | Be Quick        | Nederland       | Tweede divisie B | –          | 0          | –     | 0     | 0              | 0              | 0      | 0      | –      | 0      |
| 1959/60         | Be Quick        | Nederland       | Tweede divisie B | –          | 0          | –     | –     | 0              | 0              | 0      | 0      | –      | 0      |
| 1960/61         | Be Quick        | Nederland       | Eerste divisie B | –          | 0          | –     | 0     | 0              | 0              | 0      | 0      | –      | 0      |
| 1961/62         | Be Quick        | Nederland       | Eerste divisie B | –          | 1          | –     | 0     | 0              | 0              | 0      | 0      | –      | 1      |
| 1962/63         | Be Quick        | Nederland       | Tweede divisie A | –          | 0          | –     | 0     | 0              | 0              | 0      | 0      | –      | 0      |
| 1963/64         | Be Quick        | Nederland       | Tweede divisie A | –          | 0          | –     | 0     | 0              | 0              | 0      | 0      | –      | 0      |
| 1964/65         | PEC             | Nederland       | Tweede divisie A | –          | 0          | –     | 0     | 0              | 0              | 0      | 0      | –      | 0      |
| Carrière totaal | Carrière totaal | Carrière totaal | Carrière totaal  | –          | 3          | –     | 0     | 0              | 0              | 0      | 0      | –      | 3      |

## Erelijst
Be Quick
| Nationaal      |    |         |
| Tweede divisie | 1x | 1959/60 |